# „Lendület” 20-21. Századi Magyar Zenei Archívum és Kutatócsoport
A „Lendület” 20-21. Századi Magyar Zenei Archívum és Kutatócsoport Dalos Anna zenetörténész vezetésével jött létre a Magyar Tudományos Akadémia Lendület-programjának keretében az MTA Bölcsészettudományi Kutatóközpont Zenetudományi Intézetében. Célja a 20-21. századi magyar zene dokumentumainak összegyűjtése, archiválása, elemzése, értelmezése, valamint kutathatóvá tétele, továbbá e kutatások eredményeinek publikálása a szakmabeli érdeklődők és a nagyobb nyilvánosság számára.

## Feladatkörök, küldetés
A „Lendület” 20-21. Századi Magyar Zenei Archívum és Kutatócsoport 2012. július 1-jén jött létre. Az archívum és kutatócsoport források sokaságát kívánja összegyűjteni, mégpedig nem kizárólag a komoly és kortárs zene köréből, de tevékenységi területei közé tartozik a 20. század magyarországi szórakoztató és könnyűzenéjének feldolgozása is. Az archívumban őrzött dokumentumok a magyarországi kulturális örökség részét képezik. A gyűjteményt létrehozók és működtetők nem titkolt célja ugyanakkor, hogy a 20. és 21. századi magyar zenét segítse bekapcsolódni a nemzetközi vérkeringésbe.
A 20-21. Századi Magyar Zenei Archívum és Kutatócsoport feladatkörei:
1. Magyar zeneszerzők hagyatékának őrzése, archiválása, digitalizálása
2. A 20-21. századi magyar zeneszerzés-történet kutatása, elemzése
3. A 20. századi magyar zenetudomány-történet feldolgozása
4. A magyar operett történetének kutatása (1859–1960)
5. A magyar szórakoztató- és könnyűzene történetének kutatása
6. A magyarországi zenei előadói praxis történetének kutatása
7. A magyar zenei intézménytörténet és hangversenyélet kutatása

## Magyar zene a 20. században
Az Archívum honlapján tág áttekintést nyújt a 20. századi magyar zenéről, a Bartók Béla és Kodály Zoltán utáni generációk munkásságáról, a populáris zenei kultúra alakulásáról, a magyar operett történetéről, valamint a 20. századi magyar előadóművészetről.

## Gyűjtemények
A „Lendület” 20-21. Századi Magyar Zenei Archívum és Kutatócsoport kezelésében levő hagyatékok (folyamatos bővítés alatt):
- Bozay Attila zeneszerző (1939–1999)
- Czövek Lajos előadóművész (1918–2008)
- Dávid Gyula zeneszerző (1913–1977)
- Dobos Kálmán zeneszerző (1931–2013)
- Dohnányi Ernő zeneszerző (1877–1960)
- Faragó György előadóművész (1913–1944)
- Jemnitz Sándor zeneszerző (1890–1963)
- Kalmár László zeneszerző (1931–1995)
- Lajtha László zeneszerző (1892–1963)
- Maróthy János zenetörténész (1925–2001)
- Ránki György zeneszerző (1907–1992)
- Sulyok Imre zeneszerző (1912–2008)
- Szőllősy András zeneszerző (1921–2007)
- Vujicsics Tihamér zeneszerző (1929–1975)

## Adatbázisok
A „Lendület” 20-21. Századi Archívum és Kutatócsoport kezelésében álló nyilvános online adatbázisokban szabadon kereshetők a 20. századi budapesti hangversenyek, műsorok, előadók, az 1900 és 1950 megjelent zenetudományi tárgyú cikkek, tanulmányok, valamint a magyar operettek forráskatalógusa. Az adatbázisok:
- Budapesti Hangversenyek Adatbázisa (folyamatosan bővítve)
- A magyar zenetudomány bibliográfiája (1900–1950) (folyamatosan bővítve)
- Operett-forráskatalógus

## Publikációk
Az Archívum online publikációi magukban foglalják az Archívum által szervezett konferenciákon elhangzott előadások írásos, szerkesztett változatait, az Archívum honlapján publikált online tanulmányokat, valamint egy. elsősorban a 20. század második fele könnyűzenéjének szentelt oral history-gyűjteményt.

## Konferenciák
Az Archívum által szervezett konferenciák, rendezvények (folyamatos bővülés alatt):
- Peter Eötvös and his World – International symposium on the 70th birthday of Peter Eötvös (2014. július 14–16.)
- Könnyűzene – könnyű zene? – Magyar populáris zene a 20-21. században (2014. január 31., február 1.)
- Évfordulók nyomában 2013 – Előadások Moór Emánuel, Zágon Géza Vilmos, Siklós Albert, Faragó György, Jemnitz Sándor, Horusitzky Zoltán, Dávid Gyula, Mihály András, Kadosa Pál, Lendvay Kamilló, Láng István, Dubrovay László és Ligeti György életművéről (2013. december 5.)
- Hang-források – kerekasztal-beszélgetést a hangzó dokumentumok jövőjéről, helyzetéről, megőrzésének–tárolásának gondjairól, lehetőségeiről (2013. november 13.)
- Ligeti György and Hungary – Rootedness and Cosmopolitanism. Nemzetközi szimpózium Ligeti György születésének 90. évfordulója alkalmából (2013. július 12–14., Szombathely)
- Jeney 70 – ülésszak a zeneszerző hetvenedik születésnapja tiszteletére (2013. március 14.)
- Konferencia az 50 éve elhunyt Lajtha László emlékére (2013. február 16.)
- Megőrzés, kutatás, megosztás – bemutatkoznak az MTA Bölcsészettudományi Kutatóközpont archívumai, gyűjteményei, adatbázisai (2013. január 17–18.)
- Tudományos ülésszak a 70 éves Berlász Melinda tiszteletére (2012. november 29.)

## Munkatársak
A 20-21. Századi Magyar Zenei Archívum és Kutatócsoport munkatársai:
- Dalos Anna (PhD), tudományos főmunkatárs, archívum- és kutatócsoport-vezető
- Hanvay Hajnalka, könyvtáros
- Ignácz Ádám (PhD), tudományos munkatárs
- Kusz Veronika (PhD), tudományos munkatárs
- Loch Gergely, félállású tudományos segédmunkatárs
- Ránki András tudományos segédmunkatárs
- Szabó Ferenc János (DLA), tudományos munkatárs, MTA Posztdoktori Ösztöndíjas
- Wutzel Eszter Emília, tudományos szakalkalmazott

## A kutatócsoport honlapja
A kutatócsoport önálló honlapot működtet, amely számos funkcióval rendelkezik, és az érdeklődők több rétegét szolgálja ki. Előre tájékoztat a 20. és 21. századi művek elhangzásáról koncerten, a zenei élet híreiről, konferenciákról, eseményekről. A honlapon keresztül érhetők el olyan átfogó adatbázisok, mint  a folyamatosan bővülő Budapesti Hangversenyek Adatbázisa, A magyar zenetudomány bibliográfiája (1900–1950), az előkészítés alatt álló Operett-forráskatalógus, valamint Dohnányi Ernő-honlap. A honlapon olvashatók a kutatócsoport által rendezett konferenciákon elhangzott előadások írott változata, illetve egy 20. századi magyar zenetörténeti áttekintés, amely magában foglalja a populáris zenét, a komolyzenei előadóművészetet és az operett magyarországi történetét is.

## A Lendület-program
A Magyar Tudományos Akadémia 2009 januárjában hirdette meg első alkalommal a kimagasló teljesítményű fiatal kutatók számára létrehozott Lendület programot, amelynek célja az akadémiai intézmények és egyetemi keretek között működő kutatócsoportok dinamikus megújítása nemzetközileg kimagasló teljesítményű kutatók és kiemelkedő fiatal tehetségek külföldről történő hazahívásával, illetve Magyarországon tartásával. A Lendület program keretében jelenleg 65 kiemelkedő fiatal tudós folytat nemzetközileg is versenyképes kutatást. A program elindításakor öt, a következő évben hét, 2011-ben tizenhat új kutatócsoport kezdte meg működését Magyarországon, 2012. július 1-jétől pedig harminchét kutatócsoport létesült, ezek egyike a 20-21. Századi Archívum és Kutatócsoport.